# Fussball Club Südtirol 2003-2004
Questa pagina raccoglie le informazioni riguardanti il Fusball Club Südtirol nelle competizioni ufficiali della stagione 2003-2004.

## Stagione
Nella stagione 2003-2004 il Südtirol ha disputato il girone A del campionato di Serie C2, ottenendo il terzo posto in classifica con 58 punti, qualificandosi per i Play-off. Allenato da Bruno Tedino nella stagione regolare, mentre nel corso dei Play-off è stato guidato dalla coppia formata da Fabio Sala e Alfredo Sebastiani. Negli spareggi-promozione, nella doppia semifinale ha superato la Valenzana, ma poi è stato battuto dalla Cremonese nel doppio confronto della finale. Il torneo è stato vinto con 64 punti dal Mantova che ha ottenuto la promozione diretta in Serie C1, seguito dalla Cremonese. Nella Coppa Italia di Serie C gli altoatesini disputano il girone D di qualificazione, che ha promosso il Cittadella.

## Divise e sponsor
Le divise, fornite da Sportika, sono invariate rispetto alle due stagioni precedenti (con la sola variante dei calzettoni, che diventano a hoops bianco-rosse), al pari degli sponsor Duka, Würth e Birra Forst, mentre il marchio di promozione enogastronomica Südtirol viene sostituito dal nuovo "marchio ombrello" della promozione territoriale della provincia autonoma di Bolzano.
| Casa | Trasferta |

## Rosa
| N. |                   | Ruolo | Calciatore           |
| -- | ----------------- | ----- | -------------------- |
|    | Italia (bandiera) | P     | Michael Agazzi       |
|    | Italia (bandiera) | C     | Matteo Apolloni      |
|    | Italia (bandiera) | A     | Thomas Bachlechner   |
|    | Italia (bandiera) | D     | Hans Rudi Brugger    |
|    | Italia (bandiera) | C     | Francesco Cardillo   |
|    | Italia (bandiera) | C     | Andrea Chiopris Gori |
|    | Italia (bandiera) | D     | Giancarlo Cinetto    |
|    | Italia (bandiera) | A     | Roberto Colussi      |
|    | Italia (bandiera) | D     | Marco Fabris         |
|    | Italia (bandiera) | C     | Riccardo Fimognari   |
|    | Italia (bandiera) | C     | Francesco Frau       |

| N. |                   | Ruolo | Calciatore        |
| -- | ----------------- | ----- | ----------------- |
|    | Italia (bandiera) | C     | Michael Gasser    |
|    | Italia (bandiera) | D     | Carlo Gervasoni   |
|    | Italia (bandiera) | A     | Giuseppe Le Noci  |
|    | Italia (bandiera) | D     | Marco Mallus      |
|    | Italia (bandiera) | C     | Raffaele Merzek   |
|    | Italia (bandiera) | A     | Marco Moro        |
|    | Italia (bandiera) | C     | Gianfranco Nardi  |
|    | Italia (bandiera) | A     | Marco Scarpa      |
|    | Italia (bandiera) | P     | Andrea Servili    |
|    | Italia (bandiera) | C     | Alessio Sestu     |
|    | Italia (bandiera) | A     | Massimo Spagnolli |

## Risultati

### Campionato

#### Girone di andata
| Arbitro: | Orsato (Schio) |

|                                       |           |             |
| Zinnari 21’ Andreini 27’ Melosi 90+3’ | Marcatori | 60’ Le Noci |

| Arbitro: | Vuoto (Livorno) |

|                             |           |                           |
| Bachlechner 48’, 58’ (rig.) | Marcatori | 75’ Centofanti 79’ Lanati |

| Biella 14 settembre 2003 3ª giornata | Biellese           | 0 – 0 | Südtirol | Stadio Lamarmora\| Arbitro: \| Rodomonti (Teramo) \| |
| Arbitro:                             | Rodomonti (Teramo) |       |          |                                                      |

| Arbitro: | De Luca (Pescara) |

|  |           |            |
|  | Marcatori | 46’ Lauria |

| Arbitro: | Dattrino (Torino) |

|           |           |                          |
| Biava 86’ | Marcatori | 7’, 18’, 67’ Bachlechner |

| Arbitro: | Nappi (Napoli) |

|                      |           |                            |
| Le Noci 4’ Nardi 68’ | Marcatori | 38’ Cognata 63’ Galimberti |

| Arbitro: | Marzaloni (Rimini) |

|  |           |                            |
|  | Marcatori | 31’, 46’ Le Noci 64’ Nardi |

| Arbitro: | Padovan (Conegliano) |

|           |           |  |
| Nardi 43’ | Marcatori |  |

| Arbitro: | C. Russo (Nola) |

|  |           |                         |
|  | Marcatori | 80’ Nardi 87’ Spagnolli |

| Arbitro: | C. Rubino (Salerno) |

|                       |           |  |
| Nardi 12’ Le Noci 48’ | Marcatori |  |

| Arbitro: | La Rocca (Ercolano) |

|  |           |                          |
|  | Marcatori | 25’ Scarpa 63’ Gervasoni |

| Arbitro: | Zanchin (Biella) |

|                    |           |                    |
| Nardi 16’ Frau 24’ | Marcatori | 12’, 46’ Bracaloni |

| Arbitro: | Saveri (Viterbo) |

|               |           |             |
| Giuliatto 75’ | Marcatori | 35’ Le Noci |

| Arbitro: | Marzaloni (Rimini) |

|                      |           |             |
| Bachlechner 12’, 34’ | Marcatori | 3’ Federici |

| Arbitro: | Giglioni (Siena) |

|                  |           |                                   |
| Falco 57’ (rig.) | Marcatori | 22’ Scarpa 66’ (rig.) Bachlechner |

| Arbitro: | Pierpaoli (Firenze) |

|                             |           |  |
| Le Noci 61’ Bachlechner 70’ | Marcatori |  |

| Pizzighettone 6 gennaio 2004 17ª giornata | Pizzighettone       | 0 – 0 | Südtirol | Stadio Comunale\| Arbitro: \| Barbirati (Ferrara) \| |
| Arbitro:                                  | Barbirati (Ferrara) |       |          |                                                      |

#### Girone di ritorno
| Bolzano 10 gennaio 2004 18ª giornata | Südtirol            | 0 – 0 | Pro Sesto | Stadio Druso\| Arbitro: \| Caristia (Siracusa) \| |
| Arbitro:                             | Caristia (Siracusa) |       |           |                                                   |

| Vercelli 18 gennaio 2004 19ª giornata | Pro Vercelli         | 0 – 0 | Südtirol | Stadio Silvio Piola\| Arbitro: \| Ferrandini (Sondrio) \| |
| Arbitro:                              | Ferrandini (Sondrio) |       |          |                                                           |

| Arbitro: | Damato (Barletta) |

|                 |           |  |
| Bachlechner 35’ | Marcatori |  |

| Valenza 1º febbraio 2004 21ª giornata | Valenzana                | 0 – 0 | Südtirol | Stadio Comunale\| Arbitro: \| P.S. Mazzoleni (Bergamo) \| |
| Arbitro:                              | P.S. Mazzoleni (Bergamo) |       |          |                                                           |

| Arbitro: | Balsamo (Tivoli) |

|                                                  |           |  |
| Colussi 35’ Bachlechner 55’ (rig.) Le Noci 90+1’ | Marcatori |  |

| Arbitro: | Squillace (Catanzaro) |

|             |           |                       |
| Coralli 71’ | Marcatori | 17’ Colussi 49’ Nardi |

| Arbitro: | Padovan (Conegliano) |

|            |           |             |
| Merzek 57’ | Marcatori | 27’ Damiani |

| Cremona 7 marzo 2004 25ª giornata | Cremonese        | 0 – 0 | Südtirol | Stadio Giovanni Zini\| Arbitro: \| Liberti (Genova) \| |
| Arbitro:                          | Liberti (Genova) |       |          |                                                        |

| Bolzano 14 marzo 2004 26ª giornata | Südtirol          | 0 – 0 | Monza | Stadio Druso\| Arbitro: \| Stallone (Foggia) \| |
| Arbitro:                           | Stallone (Foggia) |       |       |                                                 |

| Arbitro: | Mariuzzo (Venezia) |

|              |           |             |
| R. Russo 87’ | Marcatori | 82’ M. Moro |

| Arbitro: | Di Renzo (Ostia Lido) |

|             |           |           |
| Le Noci 63’ | Marcatori | 88’ Zubin |

| Arbitro: | Zanardo (Conegliano) |

|                                   |           |             |
| Romairone 74’ (rig.) Girgenti 78’ | Marcatori | 21’ M. Moro |

| Arbitro: | Gentile (Termoli) |

|             |           |  |
| Colussi 15’ | Marcatori |  |

| Arbitro: | C. Rubino (Salerno) |

|                |           |  |
| D. Morello 60’ | Marcatori |  |

| Bolzano 24 aprile 2004 32ª giornata | Südtirol           | 0 – 0 | Olbia | Stadio Druso\| Arbitro: \| Scoditti (Bologna) \| |
| Arbitro:                            | Scoditti (Bologna) |       |       |                                                  |

| Arbitro: | Iannone (Napoli) |

|              |           |            |
| Graziani 42’ | Marcatori | 61’ Scarpa |

| Arbitro: | Passeri (Gubbio) |

|                 |           |  |
| Gervasoni 90+2’ | Marcatori |  |

### Play-off
| Arbitro: | Ciampi (Roma) |

|  |           |              |
|  | Marcatori | 49’ Apolloni |

| Bolzano 30 maggio 2004 Semifinale di Ritorno | Südtirol         | 0 – 1 | Valenzana | Stadio Druso\| Arbitro: \| Lioce (Molfetta) \| |
| Arbitro:                                     | Lioce (Molfetta) |       |           |                                                |

| Arbitro: | Crugliano (Crotone) |

|           |           |                       |
| Nardi 50’ | Marcatori | 61’, 65’ Prisciandaro |

| Arbitro: | Pantana (Macerata) |

|                            |           |             |
| Marchesetti 36’ Taddei 79’ | Marcatori | 84’ M. Moro |

### Coppa Italia di Serie C

#### Girone D
| Arbitro: | Gervasoni (Mantova) |

|           |           |            |
| Centi 72’ | Marcatori | 31’ Fabris |

| 20 agosto 2003 2ª giornata |  | – Turno di riposo Sudtirol |  |  |

| Arbitro: | Gandolfi (Cremona) |

|               |           |            |
| Spagnolli 50’ | Marcatori | 6’ Carteri |

| Arbitro: | Zanardo (Conegliano) |

|                |           |                           |
| Muslimović 55’ | Marcatori | 23’ Gervasoni 56’ M. Moro |

| Arbitro: | Ferrandini (Sondrio) |

|  |           |                           |
|  | Marcatori | 42’ Giazzon 77’ De Mattia |